# شركة شيلتون
شركة شيلتون (بالإنجليزية: Chilton Company) (المعروفة أيضًا باسم شركة شيلتون للطباعة وشركة شيلتون للنشر وشركة شيلتون للكتاب وشركة شيلتون لخدمات الأبحاث) هي شركة نشر سابقة، اشتهرت بمجلاتها التجارية وأدلة السيارات. كما قدمت خدمات المؤتمرات وأبحاث السوق لمجموعة واسعة من الصناعات.
نمت شيلتون من ناشر صغير لمجلة واحدة إلى ناشر رائد لمجلات الأعمال التجارية، وأدلة السيارات الاستهلاكية والمهنية، وكتب الحرف والهوايات، وشركة أبحاث تسويقية كبيرة ومعروفة.

## وصلات خارجية
- Chilton Cengage نسخة محفوظة 2017-12-28 على موقع واي باك مشين.—the website of Chilton Cengage, current publisher of Chilton's automotive manuals.
- DIY Auto Repair نسخة محفوظة 2013-03-14 على موقع واي باك مشين. by Chilton Online Car Manuals
- Chilton Print Manuals (2018 archived link) by Chilton Manuals, part of Haynes North America, Inc.